# Султан Аліф I
Султан Аліф I (*д/н — 1616) — 5-й раджа-алам Пагаруюнга у 1600—1616 роках.

## Життєпис
Найменш відомий серед усіх правителів Пагаруюнга, починаючи з його власного ім'я. Вважається онуком раджа-алама Мегаварни за жіночою лінією, хоча це може бути подальшою вигадкою з метою виправдати захоплення влади. Є згадки, що спочатку був раджою-ібадатом (або сином раджи-ібадата).
Під час кризи державності між 1580 і 1600 роками прийшов до влади, вирішив спиратися на мусульман, тому прийняв ім'я Султан Аліф. За іншою версією воно значить першість серед інших раджів та датуків, що боролися в Пагаруюнзі під час панування або після смерті Султан Індонаро.
Також Султан Аліфу I вдалося позбавитися від залежності від султанату Ачех, скориставшись боротьбою за владу там. До 1605 року впровадив іслам як державну релігією, тому часто розглядається як перший мусульманин на троні. Почав відновлювати колишні володіння, зокрема Паріаман, Тіку.
Точний проміжок панування та час смерті також є дискусійним. Ймовірно це сталося близько 1616 року. Йому спадкував син Султан Пасамбахан.